# Нинуакутхе
Нинуакутхе (груз. ნინუაკუთხე) — село в Грузии, на территории Самтредского муниципалитета края (мхаре) Имеретия.

## География
Село находится в западной части Грузии, к востоку от реки Цхенисцкали, на расстоянии 6 километров к северу от города Самтредиа, административного центра муниципалитета. Абсолютная высота — 42 метра над уровнем моря.

## Население
По результатам официальной переписи населения 2014 года, в Нинуакутхе проживало 664 человека (338 мужчин и 326 женщин). В национальной структуре населения грузины составляли 99,5 %, русские — 0,3 %.
| Год  | Население, человек |
| ---- | ------------------ |
| 2002 | 827                |
| 2014 | ↘ 664              |